# Бержикур
Бержикур (фр. Bergicourt) насеље је и општина у североисточној Француској у региону Пикардија, у департману Сома која припада префектури Амјен.
По подацима из 2011. године у општини је живело 159 становника, а густина насељености је износила 23,21 становника/km². Општина се простире на површини од 6,85 km². Налази се на средњој надморској висини од 93 метара (максималној 185 m, а минималној 78 m).

## Демографија
| 1962. | 1968. | 1975. | 1982. | 1990. | 1999. | 2011. |
| ----- | ----- | ----- | ----- | ----- | ----- | ----- |
| 102   | 125   | 112   | 135   | 135   | 131   | 159   |

График промене броја становника у току последњих година